# Pryzmatoid
Pryzmatoid to typ wielościanu, którego wszystkie wierzchołki leżą na dwóch równoległych płaszczyznach.
Przykładami pryzmatoidów są prostopadłościan, graniastosłup, antygraniastosłup, pryzma.

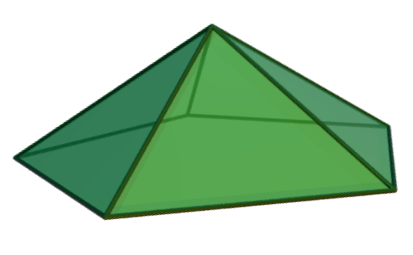
ostrosłup
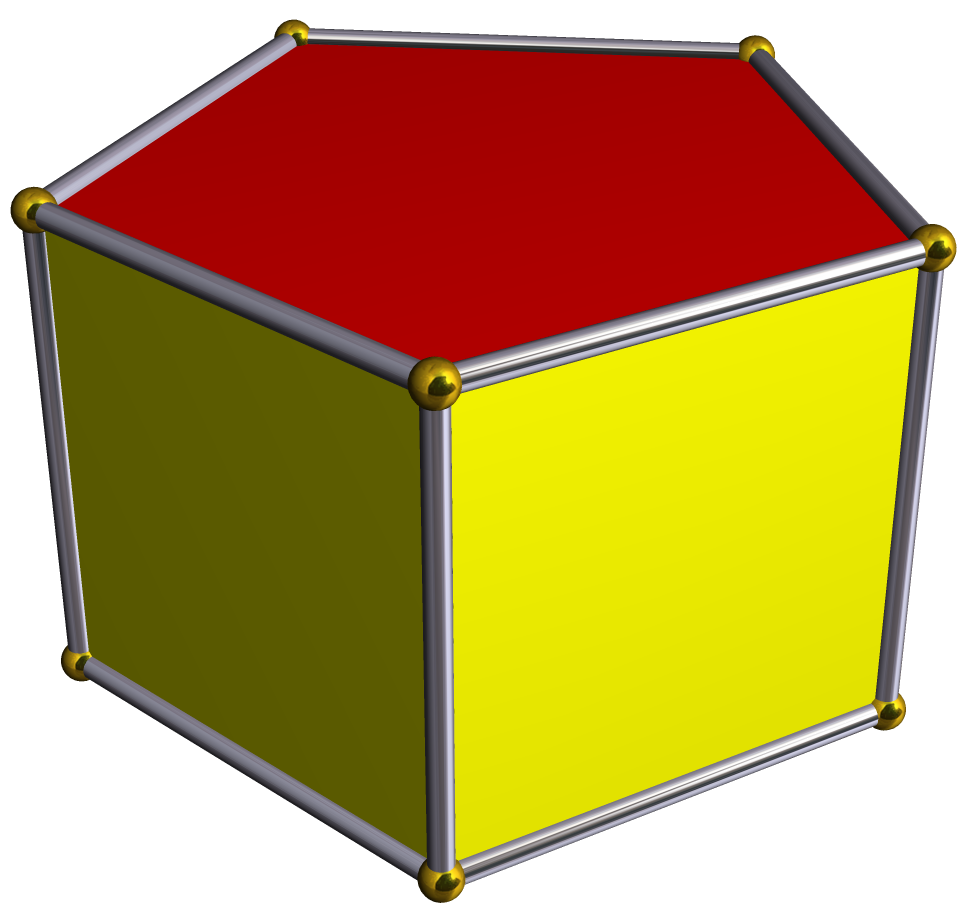
graniastosłup
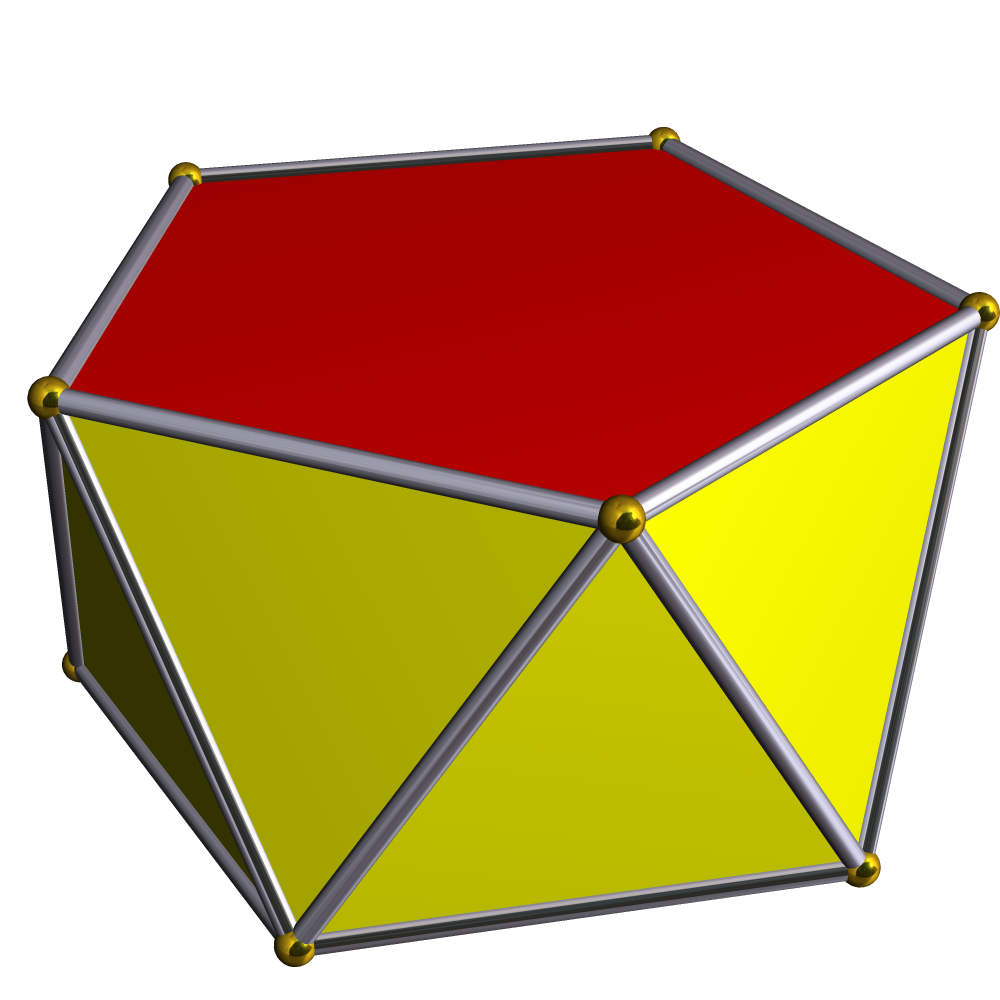
antygraniastosłup
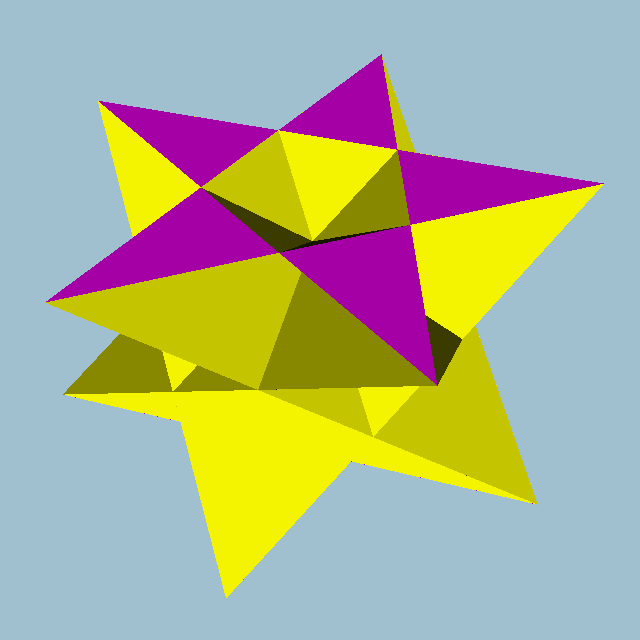
wielościan gwiaździsty
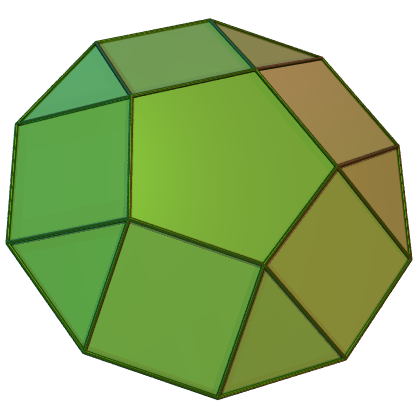
kopuła
ostrosłup ścięty

## Wzory
Objętość pryzmatoidu wynosi:
{\displaystyle V={\frac {1}{6}}h(S_{1}+S_{2}+4Q)}
gdzie:
- {\displaystyle S_{1},S_{2}} — pole powierzchni dolnej i górnej podstawy
- {\displaystyle Q} — pole powierzchni przekroju płaszczyzną jednakowo oddaloną od obu podstaw
- {\displaystyle h} — odległość pomiędzy podstawami